# エデルソン・ジョゼ・ドス・サントス・ロウレンソ・ダ・シウヴァ
エデルソン（Éderson）こと、エデルソン・ジョゼ・ドス・サントス・ロウレンソ・ダ・シウヴァ（Éderson José dos Santos Lourenço da Silva、1999年7月7日 - ）は、ブラジル・カンポ・グランデ出身のサッカー選手。セリエA・アタランタBC所属。ポジションはMF。

## クラブ経歴
サンパウロに拠点を置くデスポルチーヴォ・ブラジルで2017年にプロサッカー選手としてのキャリアをスタートさせた。その後クルゼイロECやSCコリンチャンス・パウリスタといったカンピオナート・ブラジレイロ・セリエAのクラブでの経験を経て、2022年1月30日、自身初のヨーロッパ挑戦の舞台としてイタリアのUSサレルニターナ1919へ移籍した。
2022年7月6日、セリエAのアタランタBCへ移籍し、4年契約を結んだ。

## タイトル

### クラブ
クルゼイロEC
- ミナスジェライス州選手権 : 1回 (2019)

フォルタレーザEC
- セアラー州選手権 : 1回 (2021)